# Црква Светог архангела Михаила у Бовну
Црква Светог архангела Михаила у Бовну, насељеном месту на територији општине Алексинац, припада Епархији нишкој Српске православне цркве.
Црква посвећена Светом архангелу Михаилу је подигнут у време Другог светског рата, 1943. године, на парцели коју је даривала Ружица Адамовић. Храм су подигли мештани села Бован, а иницијативом команданта Југословенске војске у отаџбини, чији је надимак био Ујко. Да би избегао братоубилачки рат, овај командант је мобилисао војнике из села и околине да граде цркву у селу Бован. Црква се градила до Буковичке битке 24. јуна 1944. године, када се распала јединица Југословенске војске у отаџбини. Цркви је потребна рестаурација.